# Prefrontala cortex
Prefrontala cortex, prefrontalkortex eller prefrontala barken, är den främre delen av hjärnans pannlob, och ligger framför premotorkortex och motorkortex. Det omfattar Brodmannareorna (BA) 10, 11, 12, 46, 47, samt delar av flera andra areor. Prefrontala cortex har kopplingar till alla sinnessystem samt subkortikala strukturer som amygdala och hypotalamus.
Prefrontala cortex hör ihop med förmågor som att avstå från att följa stimuli, samt komplexa kognitiva processer som att planera rörelser och handlingar. I detta område finns förmågan att fatta beslut och att anpassa sig till olika sociala sammanhang. I prefrontala cortex bearbetas information utifrån individens erfarenheter och långsiktiga mål. Även empati hör till detta område.
Prefrontala cortex samverkar med premotorkortex och motorkortex när det gäller rörelser. Prefrontala cortex kontrollerar kognitiva processer så att passande rörelser väljs i rätt tid och på rätt plats. Detta val kan kontrolleras genom internaliserad information i arbetsminnet, genom yttre information som vid associativ inlärning eller som svar på både känslomässiga och sociala sammanhang.

## Prefrontala cortex tre delar
Prefrontala cortex består av tre delar:
1. Dorsolaterala prefrontala cortex (DLPFC),
2. Orbitofrontala prefrontala cortex (OFC),
3. Ventromediala cortex (VmPFC).

Den prefrontala barkens orbitala del är så tätt länkad till det limbiska systemet att den kan betraktas som dess överordnade, associativa bark. Den dorsolaterala delen är delaktig i varje form av komplext neuropsykologiskt arbete och fungerar som samordnare och dirigent för hjärnans organiserade reaktioner, i förhållande till dessas komplexitet och vikt. Vid inlärning av nya komplexa beteenden används detta område i stor utsträckning, men avtar i samband med att detta blir rutin. Den dorsolaterala delen har tillgång till den mesta informationen som finns lagrad.

## Funktion
Frontalloberna, och därmed prefrontala cortex, brukar betraktas som ett neurologiskt delsystem för sig eftersom dess funktioner hör till de mest komplicerade av alla neurologiska delsystem. De egenskaper som brukar associeras med personlighet kan hänföras till funktionerna i prefrontala cortex. Prefrontala cortex är en viktig struktur vad gäller exekutiva funktioner, planering och impulskontroll. Prefrontala cortex har också en viktig funktion vad gäller arbetsminnets funktion. Andra funktioner hos prefrontala cortex är uppmärksamhet, omdöme, styrning av beteende, tidsuppfattning, inlärning och problemlösning. Långsiktiga mål eller planer, så som studier, upprätthålls tack vare funktionerna i prefrontala cortex. Skador i området kan därför leda till omfattande personlighetsförändring|ar, där tidigare värderingar och livsmål förkastas.

### Associativ inlärning
Associativ inlärning sker när ett stimulus associeras till ett annat stimulus eller till ett beteende. Operant betingning och klassisk betingning är två olika former av associativ inlärning. Denna typ av inlärning kan jämföras med att lära sig av erfarenhet. Prefrontala cortex är viktig vid associativ inlärning. Dess funktioner gör det möjligt att välja ut vilket stimulus som är lämpligt att koppla till ett beteende eller annat stimulus. Prefrontala skador kan därför leda till försämrad associativ inlärningsförmåga.

### Orbitofrontala cortex
Orbitofrontala cortex har sitt namn efter att den är belägen mot ögonhålorna. Området är sammanlänkat med det limbiska systemet och orbitofrontala cortex kan ses som dess associativa bark. Orbitofrontala cortex och dess funktioner, tillsammans med det limbiska systemet, ger upphov till emotionella upplevelser såväl som empati. Emotionella och sociala förmågor utgör kärnan i orbitofrontala cortex funktioner. Exempelvis finns det nervceller i orbitofrontala cortex som aktiveras vid kodning av ansiktsuttryck. Skador i detta område kan därför leda till svårigheter att läsa av sociala ledtrådar, så som ansiktsuttryck. Skador kan också leda till emotionell avtrubbning.

### Dorsolaterala cortex
Dorsolaterala cortex är belägen i det övre-yttre området av prefrontala cortex. Dess funktion kan liknas vid en samordnare av hjärnbark|ens aktivitet. Områden är sammanlänkat via nervbanor med nästintill all hjärnbark och har därmed tillgång till nervsignaler som kommer av interna såväl som externa stimuli. Dorsolaterala cortex kan med hjälp av denna information rikta och organisera uppmärksamhet mot stimuli. Vid behov kan den avskärma stimuli som är irrelevanta för den pågående psykologiska processen i hjärnbarken. Skador i det dorsolaterala området kan därför leda till koncentrationssvårigheter och oförmåga att rikta eller styra uppmärksamhet.

## Kopplingar till andra neuralastrukturer
Dorsolaterala prefrontala cortex (BA 9 och 46) mottar främst impulser från posterior parietala områden och sulcus temporalis superior. Dessa kontakter går åt båda hållen och utöver detta har denna delen av prefrontala cortex starka länkar till samma områden som posterior parietal cortex som cingulate cortex, basala ganglierna och colliculus superior.
Orbitofrontala cortex (BA 11-14) får främst impulser från temporalloben, inklusive från hörselcentra i gyrus temporalis superior och visuellacentra i inferotemporal cortex och sulcus temporalis superior samt från amygdala. Till det kommer även impulser från det somatosensoriska cortex (BA 43), det gustatoriska cortexet och luktområden i cortex piriformis. Detta gör att orbitala cortex får information från alla sinnesintryck. Det orbitofrontala området skickar impulser till subkortikala strukturer som amygdala och hypothalamus genom vilket det autonoma nervsystemet kan påverkas och är av vikt vid emotionella reaktioner.

## Skador
Skador i prefrontala cortex kan leda till oförmåga att planera och se framtida konsekvenser av ett beteende. Detta kan generera ett impulsivt beteende där personen saknar självkontroll och förmåga att skjuta upp tillfredsställelse. Långsiktiga mål, attityder och värderingar som tidigare varit viktiga kan komma att förkastas hos en person med prefrontal skada, vilket upplevs som en omfattande personlighetsförändring. De exekutiva funktionerna försämras vid skada i prefrontala cortex och medför bland annat koncentrationssvårigheter samt oförmåga att orientera sin uppmärksamhet. Detta påverkar också andra kognitiva förmågor, så som arbetsminne och abstrakt tänkande.
Hur och i vilken grad skadorna yttrar sig kan variera individuellt. Beteendestörningarna kan också variera i intensitet beroende på vilken situation personen befinner sig i. Generellt är störningarna mer påtagliga när personen befinner sig i en situation där denne har frihet att styra och fatta egna beslut. Tvärtom kan sjukdomstecknen vara svåra att upptäcka i en mer strikt situation, så som vid en klinisk undersökning.

### Associativ inlärning
Prefrontala skador kan leda till försämrad associativ inlärningsförmåga. I studier där denna förmåga testas, exempelvis där testpersonen ska associera olika handgester till olika färger, presterar personer med prefrontal skada sämre än medlemmar i kontrollgrupper.

### Spontanitet och initiativ
Vid en prefrontal skada kan spontant beteende och förmågan till att ta initiativ försämras eller nästintill upphöra. Exempelvis kan en person med prefrontal skada ha svårt att stiga ur sängen på morgonen eller gå till jobbet. De upplevs därför som lata och rigida i sitt beteende.
Denna brist kan också märkas i personens språkliga framställning, som saknar spontanitet och improvisation. Personen kan upplevas som språkligt passiv eller nästintill stum. Vid ett så kallat Thurstone Word Fluency Test, där testpersonen ombeds att skriva ned så många ord som möjligt som börjar på bokstaven "S" under 5 minuter och sedan ord som börjar på bokstaven "C" under 4 minuter, är det vanligt att dessa personer producerar väldigt få ord i jämförelse med kontrollgrupper. Exempelvis kan personen med prefrontal skada producera totalt 14 ord för båda bokstäver, medan kontrollgruppen i snitt producerar 60 ord. Det är också vanligt att dessa personer bryter mot instruktioner. Exempelvis kan personen fått som instruktion att endast skriva ned ord på 4 bokstäver som börjar på bokstaven "C", men följer inte instruktionen. Personen har svårt att organisera eller styra sitt beteende och kan därför inte följa instruktionerna, även om personen förstår dem.

### Brist på flexibilitet
En prefrontal skada kan leda till brist på flexibilitet vad gäller beteende. Personen kan därför anta repetitiva eller rigida beteendemönster.

### Desorganiserat beteende
Beteendet hos en person med prefrontal skada kan uppfattas som desorganiserat. De visar ofta en oförmåga att samordna tidigare erfarenheter, förmågor och kunskaper till ett organiserat beteende. De kan därför ha svårt att följa instruktioner, även om de förstår dem, och visar sig vara ineffektiva vid problemlösning. Exempelvis kan uppgifter som hör till vardagen, så som att handla, vara svåra att utföra för en person med prefrontal skada. Eftersom de kan vara lättdistraherade kan de gå till många olika affärer, men komma tillbaka utan de varor som de fått i uppgift att köpa. Personen kan dock klara av överinlärda eller rutinmässiga uppgifter. Det verkar därför främst vara nya, eller för personen främmande, uppgifter som ter sig svåra för personen att utföra. Skador som framförallt berör den dorsolaterala delen av prefrontala cortex leder ofta till ett sådant desorganiserat beteendemönster.

### Social tafatthet
Skador som framförallt är koncentrerade till den oribitofrontala delen kan leda till att personen har svårt att avläsa sociala situationer och kan därmed uppfattas som socialt tafatt. Orbitofrontala skador kan även visa sig i att personen verkar emotionellt avtrubbad och kan i värsta fall bli oförmögen att känna empati. Personen upplevs som egocentrisk och kan uppvisa opassande beteenden, så som uttrycklig skadeglädje eller hämningslösa sexuella närmanden. Dessa beteenden kan visa på en oförmåga att känna skam. Personen kan exempelvis, framförallt på grund av bristande exekutiva förmågor, onanera på offentliga platser. Personer med denna skada uppfattar inte sjukdomstillståndet och uppvisar därmed inte någon form av ångest.

### Personlighetsförändringar
Prefrontala skador kan ge upphov till omfattande personlighetsförändringar. Det är framförallt skador i det orbitofrontala området som ger upphov till de mer omfattande förändringarna. Phineas Gage, som överlevde en explosion där ett järnrör penetrerade hans skalle, är ett välkänt exempel på personlighetsförändringar efter en prefrontal skada. Dietrich Blumer och Frank Benson har delat in dessa personlighetsförändringar i två typer: pseudodepression och pseudopsykopati.

#### Pseudodepression
Pseudodepression ger upphov till symptom så som apati, emotionell avtrubbning, minskad sexuell lust, minskat initiativtagande och minskad eller avsaknad av verbal framställning.

#### Pseudopsykopati
Pseudopsykopati ger upphov till ett beteendemönster som kan upplevas som omoget. Andra symptom är generell avsaknad av social finkänslighet och behärskning, promiskuöst sexuellt beteende och ökad motorisk aktivitet.